# Гармащина
Гарма́щина  ( у минулому - хутір Гармаски) — село в Україні, у Ніжинському районі Чернігівської області. Населення становить 225 осіб. Входить до складу Лосинівської селищної громади.
Село постраждало внаслідок геноциду українського народу, проведеного урядом СРСР 1932—1933 та 1946—1947.

## Історія
Засновано на території колишнього Ніжинського полку Гетьманщини.
Ймовірно позначено на мапі Шуберта 1832 року як хутір Горманської.
Станом на 1859 рік - хутір Гармацький(Гармаски,Гармащина) - 23 двори, 151 мешканець. 1892 року - х.Гармащина(Обсирівка) - 56 дворів, 342 мешканці. 1901 року - х.Обсирівка Гармащина, 389 мешканців.
12 червня 2020 року, відповідно до розпорядження Кабінету Міністрів України № 730-р «Про визначення адміністративних центрів та затвердження територій територіальних громад Чернігівської області», увійшло до складу Лосинівської селищної громади.
19 липня 2020 року, в результаті адміністративно-територіальної реформи та ліквідації Ніжинського(1923 - 2020) району, увійшло до складу новоутвореного Ніжинського району.

## Сучасний стан
В Гармащині працює сільський клуб, магазин та колективне господарство. Раніше в Гармащині також діяла початкова школа та бібліотека. В сільському клубі працював кінозал, театральна сцена.

## Постаті
- Коваль Віталій Федорович (1932—1998) — український письменник-гуморист.